# 158520 Ricardoferreira
158520 Ricardoferreira è un asteroide della fascia principale. Scoperto nel 2002, presenta un'orbita caratterizzata da un semiasse maggiore pari a 2,6836239 UA e da un'eccentricità di 0,0853966, inclinata di 28,89618° rispetto all'eclittica.
L'asteroide è dedicato al chimico brasiliano Ricardo de Carvalho Ferreira.